# Medal Ruchu Oporu 1940–1945
Medal Ruchu Oporu 1940–1945 (fr. Médaille de la Résistance 1940–1945, niderl. Medaille van de Weerstand 1940–1945) – belgijskie odznaczenie wojskowe ustanowione dekretem dekretem księcia regenta Karola Koburga z dnia 16 lutego 1946 roku. Medal był przyznawany wszystkim członkom belgijskiego ruchu oporu podczas II wojny światowej oraz członkom wywiadu, którzy działali na terytoriach okupowanych i brali udział w akcjach bojowych mających na celu wyzwolenie Belgii.

## Opis
Medal Ruchu Oporu 1940–1945 jest wykonany z brązu i ma średnicę 39 mm. Na jego awersie widnieje popiersie młodej kobiety z twarzą zwróconą ku lewej stronie oraz z zaciśniętą prawą pięścią. Na rewersie w trzech wierszach umieszczono reliefowy napis w języku łacińskim 1940 RESISTERE 1945 nałożony na wieniec laurowy.
Medal jest zawieszony na pierścieniu łączącym go przez oczko z czarną, jedwabną wstążką typu moiré o szerokości 37 mm z dwoma środkowymi czerwonymi paskami o szerokości 1 mm oddalonymi od siebie o 5 mm i jasnozielonymi paskami na brzegach o szerokości 4 mm. Kolory czarny symbolizował mroczne dni okupacji niemieckiej i/lub tajny charakter ruchu oporu, zielony oznaczał nadzieję na wyzwolenie, a czerwony przelaną krew członków ruchu oporu.